# Епархия Оппидо-Мамертина-Пальми
Епархия Оппидо-Мамертина — Пальми (лат. Dioecesis Oppidensis-Palmarum) — епархия Римско-католической церкви с центром в городе Оппидо-Мамертина, Италия. Епархия Оппидо-Мамертина — Пальми входит в митрополию Реджо-Калабрия-Бова. Кафедральным собором епархии Оппидо-Мамертина — Пальми является церковь Успения Пресвятой Девы Марии.

## История
В XIII веке учреждена епархия Оппидо-Мамертины. С 10 июня 1979 года епархия носит современное название.

## Ординарии епархии
- епископ Santo Bergamo (10.06.1979 — † 11.10.1980)
- епископ Benigno Luigi Papa (29.09.1981 — 11.05.1990), назначен архиепископом Таранто
- епископ Domenico Crusco (7.02.1991 — 6.03.1999), назначен епископом Сан-Марко Арджентано-Скалеа
- епископ Luciano Bux (5.02.2000 — 2.07.2011)
- епископ Francesco Milito (с 4.04.2012)